# Kardeliszki (sielsowiet Widze)
Kardeliszki (biał. Кардэлішкі; ros. Карделишки) – wieś na Białorusi, w obwodzie witebskim, w rejonie brasławskim, w sielsowiecie Widze.

## Historia
W czasach zaborów zaścianek leżał w granicach Imperium Rosyjskiego.
W latach 1921–1945 wieś leżała w Polsce, w województwie nowogródzkim (od 1926 w województwie wileńskim), w powiecie brasławskim, w gminie Rymszany.
Według Powszechnego Spisu Ludności z 1921 roku zamieszkiwały tu 43 osoby, 6 było wyznania rzymskokatolickiego, a 37 staroobrzędowego. Jednocześnie 6 mieszkańców zadeklarowało polską przynależność narodową, a 37 rosyjską. Było tu 9 budynków mieszkalnych. W 1931 w 15 domach zamieszkiwało 91 osób.
Wierni należeli do parafii rzymskokatolickiej w Plusach. Miejscowość podlegała pod Sąd Grodzki w Brasławiu i Okręgowy w Wilnie; właściwy urząd pocztowy mieścił się w Plusach.